# Neuses (Altmannstein)
Neuses ist ein Gemeindeteil des Marktes Altmannstein im oberbayerischen Landkreis Eichstätt.

## Lage
Das Kirchdorf Neuses liegt auf der Südlichen Frankenalb nordöstlich von Pondorf.

## Verkehr
Am Ort führt südlich die Kreisstraße EI 28 vorbei, von der im Westen und im Osten die Zufahrt ins Dorf möglich ist. Östlich von Neuses zweigt von der Kreisstraße eine Ortsverbindungsstraße nach Thannhausen ab.

## Geschichte
Eine Ersterwähnung von 1114 ist nicht eindeutig. 1186 bestätigte Papst Urban III. Besitz und Rechte des Eichstätter Domkapitels im Ort. 1342 schenke Ulrich von Abensberg dem Augustinerchorherrenstift Schamhaupten die Kirche von Neuses; den Kirchensatz hatten schon 1302 Ulrich von dem Steine und Wernhart von Abensberg dem Kloster überlassen. 1494 statteten Bischof Rupert von Regensburg und der päpstliche Legat Nikolaus die Wallfahrtskirche mit einem Ablass von einhundert Tagen aus, der an Marienfesten, an denen auch „Krammarkt“ gehalten wurde, gewonnen werden konnte. 1495 ging durch Schenkung ein Hof zu Hattenhausen an die Kirche über.
Der Pondorfer Pfarrer und Heimatforscher Franz Xaver Mayer berichtet 1838, dass das Dorf damals aus sieben Häusern bestand, „welches von sehr vermöglichen Landleuten bewohnt wird.“ Neuses gehörte zu dieser Zeit zur Gemeinde Winden und nicht zum näherliegenden Pondorf; der Anschluss dorthin erfolgte erst 1924.
Zusammen mit der Gemeinde Pondorf wurde Neuses am 1. Juli 1972 on den Markt Altmannstein eingegliedert. Damit kam Neuses aus dem gleichzeitig aufgelösten oberpfälzischen Landkreis Riedenburg in den ehemals mittelfränkischen, nunmehr oberbayerischen Landkreis Eichstätt.
Im Jahre 1983 bestand das Dorf aus je drei landwirtschaftlichen Vollerwerbs- und Nebenerwerbsbetrieben, einem Handwerksbetrieb, einer Schafhalterei und einem Gasthaus.

## Einwohnerentwicklung
1860: 45 Einwohner
1912: 58 Einwohner
1958: 79 Einwohner
1973: 58 Einwohner
1983: 51 Einwohner
2015: 41 Einwohner

## Wallfahrtskirche Unsere Liebe Frau bzw. St. Maria Sieben Schmerzen

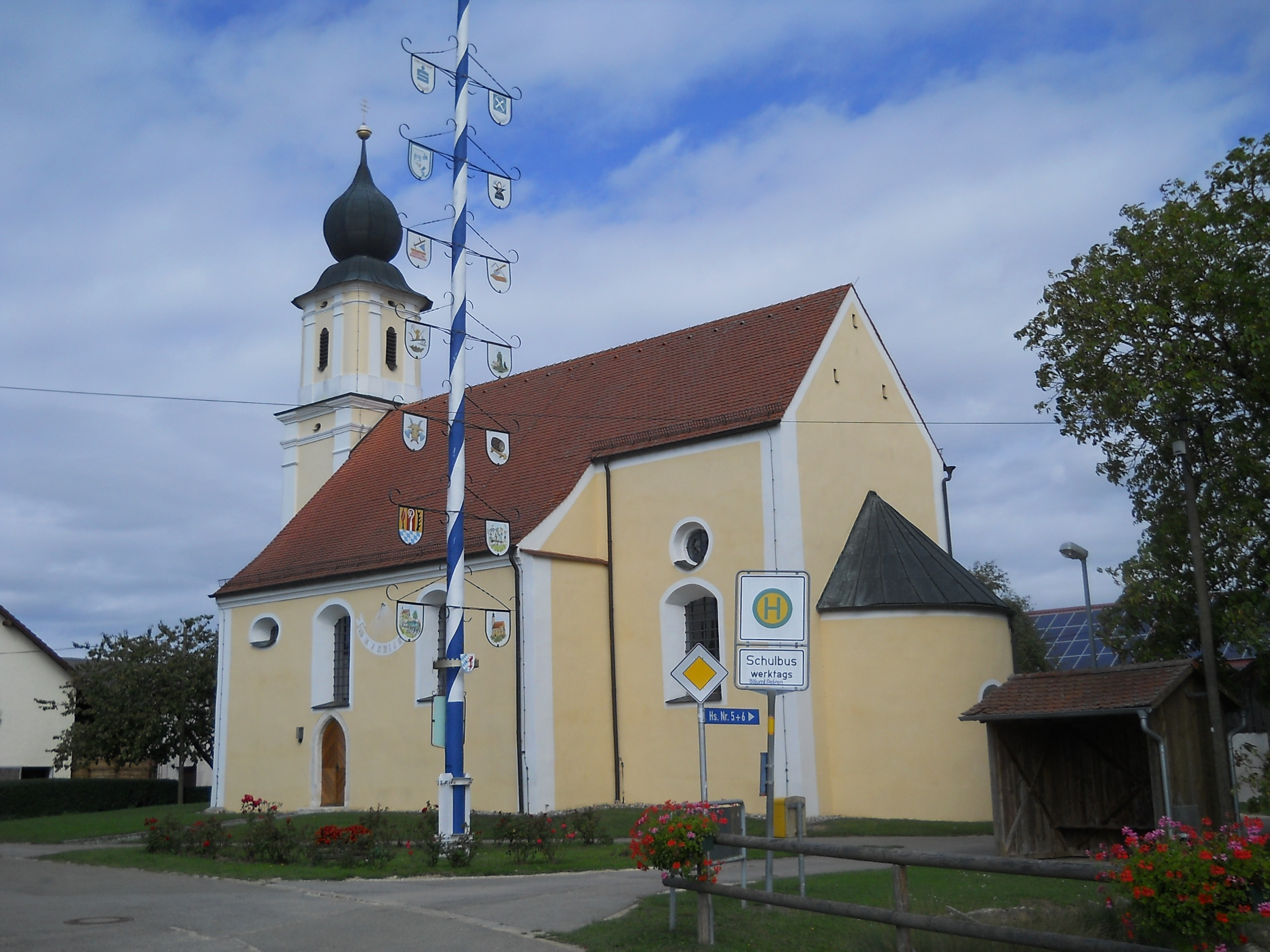
Die Wallfahrtskirche Unsere Liebe Frau

Die Kirche, ursprünglich eine romanische Anlage und mit dem Langhaus im Kern gotisch, wurde Anfang des 17. Jahrhunderts im gotisierenden Stil erweitert. Als Filiale von Pondorf war sie bereits im Mittelalter Ziel einer regen Marienwallfahrt; das Gnadenbild ist ein geschnitztes Vesperbild mit den hll. Johannes und Maria Magdalena. Nach Aufhebung der Propstei Schamhaupten im Jahr 1606 hatte das Franziskanerkloster Dietfurt die Wallfahrtsseelsorge bis 1802 inne. 1802 kam die Ortschaft zur Pfarrei Pondorf. Erst um die Zeit des Ersten Weltkriegs erlahmte die Wallfahrt. 1919 stürzte durch einen  Blitzschlag die Zwiebel vom Turm.
Bemerkenswert ist ein Wegkreuz am Wolfsbucher Weg, das 1835 errichtet wurde.

## Vereinswesen
- Gemütlichkeitsverein[15]